# Luca Crecco
Luca Crecco (Rome, 6 september 1995) is een Italiaans voetballer die doorgaans als linker middenvelder speelt. Hij stroomde in 2013 door vanuit de jeugd van SS Lazio.

## Clubcarrière
Crecco komt uit de jeugdopleiding van SS Lazio. Hij debuteerde op 15 april 2013 in de Serie A, op de 32e speeldag tegen Juventus. Hij viel na 67 minuten bij een 0-2-stand in voor Cristian Ledesma. Lazio verloor de wedstrijd met 0-2 door twee doelpunten van Arturo Vidal.

## Interlandcarrière
Crecco kwam achtmaal in actie voor Italië -18. Hij debuteerde in 2014 in Italië -20.